# Sin despertar
«Sin despertar» es una canción interpretada por la banda chilena Kudai. Se lanzó el 15 de agosto de 2003 como el sencillo principal de su álbum debut Vuelo (2003). Este sencillo también fue el primero como Kudai, después de que renunciaran a su antiguo nombre: Ciao.

## Video musical
El video musical de Kudai para su primer sencillo fue filmado en Santiago, Chile y la ubicación utilizada en estos videos musicales fue en el Parque O'Higgins, Movistar Arena Santiago, el video se estrenó el 24 de junio de 2003 en, Much y MTV.

## Posicionamiento en listas
| Listas (2004-06)      | Mejor posición |
| --------------------- | -------------- |
| Chile (Chile Top 100) | 2              |
| México (Los 40)       | 7              |

## Versión Revuelo
«Sin despertar» es una nueva versión lanzada por la banda chilena Kudai en su álbum debut Vuelo (2004). Se lanzó el 26 de junio de 2020 a través de Sony Music Chile como sencillo principal del disco Revuelo (2021).

### Antecedentes y video musical
El tema se anunció a través de las redes sociales de la banda el 25 de junio de 2020. La realización del video fue llevada a cabo bajo la dirección de Piero Medone.  El video musical fue grabado con cada integrante grabando sus partes del clip por separado.
Para la nueva versión, cada integrante explicó donde grabó su parte: Pablo Holman la grabó en la azotea del edificio de un amigo, Bárbara Sepúlveda, en la casa de sus padres, Nicole Natalino, en la casa de su vecina y Tomás Manzi en la casa de un amigo, en Farellones.

### Posicionamiento en listas
| Listas (2020)          | Mejor posición |
| ---------------------- | -------------- |
| Chile (Monitor Latino) | 15             |